# Fosa tectónica

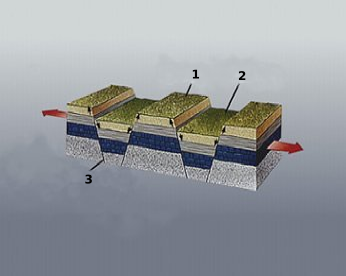
(1) Horst, (2) Fosa tectónica, (3) Falla.

Una fosa tectónica o graben es una larga depresión limitada en ambos lados por fallas normales paralelas, que dejan bloques elevados (horst) y entre los cuales el terreno se ha hundido por fuerzas internas. Se producen normalmente en un régimen tectónico distensivo y suelen estar asociadas a los primeros estadios de fracturación de placas y apertura oceánica (rifting).
A pesar de que constituyen a veces el valle por donde transcurre un río (como el Rin entre Basilea y Maguncia), las fosas tectónicas nada deben a los agentes exteriores de la erosión. Las fallas escalonadas marcan los límites laterales del hundimiento del terreno. Este puede prolongarse durante cientos e incluso miles de kilómetros, como en el Gran Valle del Rift, jalonado por los Grandes Lagos de África y que se extiende desde Mozambique hasta los montes Tauro (Turquía). La parte de África que queda al este de esa fractura está en vías de separarse del continente y esa separación es la que produce el hundimiento de la corteza y la formación de una fosa que acabará por convertirse en un brazo de mar, como ocurrió anteriormente en la fosa del mar Rojo y del golfo de Adén.